# Harry Boye Karlsen
Harry Boye Karlsen (ur. 14 marca 1920 w Horten, zm. 8 stycznia 1994 w Larviku) – piłkarz norweski grający na pozycji obrońcy lub pomocnika. W swojej karierze rozegrał 58 meczów w reprezentacji Norwegii i strzelił w nich 4 gole.

## Kariera klubowa
Karierę piłkarską Karlsen rozpoczął w klubie Lyn Fotball. W 1945 roku zadebiutował w nim w pierwszej lidze norweskiej. W latach 1945 i 1946 zdobył z Lyn dwa Puchary Norwegii. W 1947 roku przeszedł do FK Ørn-Horten. Występował w nim do końca 1951 roku. Na początku 1952 roku został zawodnikiem Larvik Turn & IF. W latach 1953, 1955 i 1956 wywalczył z nim trzy tytuły mistrza Norwegii. W 1959 roku zakończył w Larviku swoją karierę.

## Kariera reprezentacyjna
W reprezentacji Norwegii Karlsen zadebiutował 16 czerwca 1946 w wygranym 2:1 towarzyskim meczu z Danią, rozegranym w Oslo. W swojej karierze grał w eliminacjach do MŚ 1954 i na Igrzyskach Olimpijskich w Helsinkach. Od 1946 do 1956 roku rozegrał w kadrze narodowej 58 meczów, w których strzelił 4 gole.